# Quartier Bourroches - Port du canal - Valendons - Montagne Saint-Anne
Les  Bourroches - Port du canal - Valendons - Montagne Saint-Anne est un des neuf quartiers administratifs de Dijon et est situé au Sud-Ouest de la ville.  Il est découpé en plusieurs secteurs :  Faubourg d'Ouche, Arsenal, Bourroches, Valendons et Montagne Sainte-Anne, Port du canal.

## Description

### Géographie

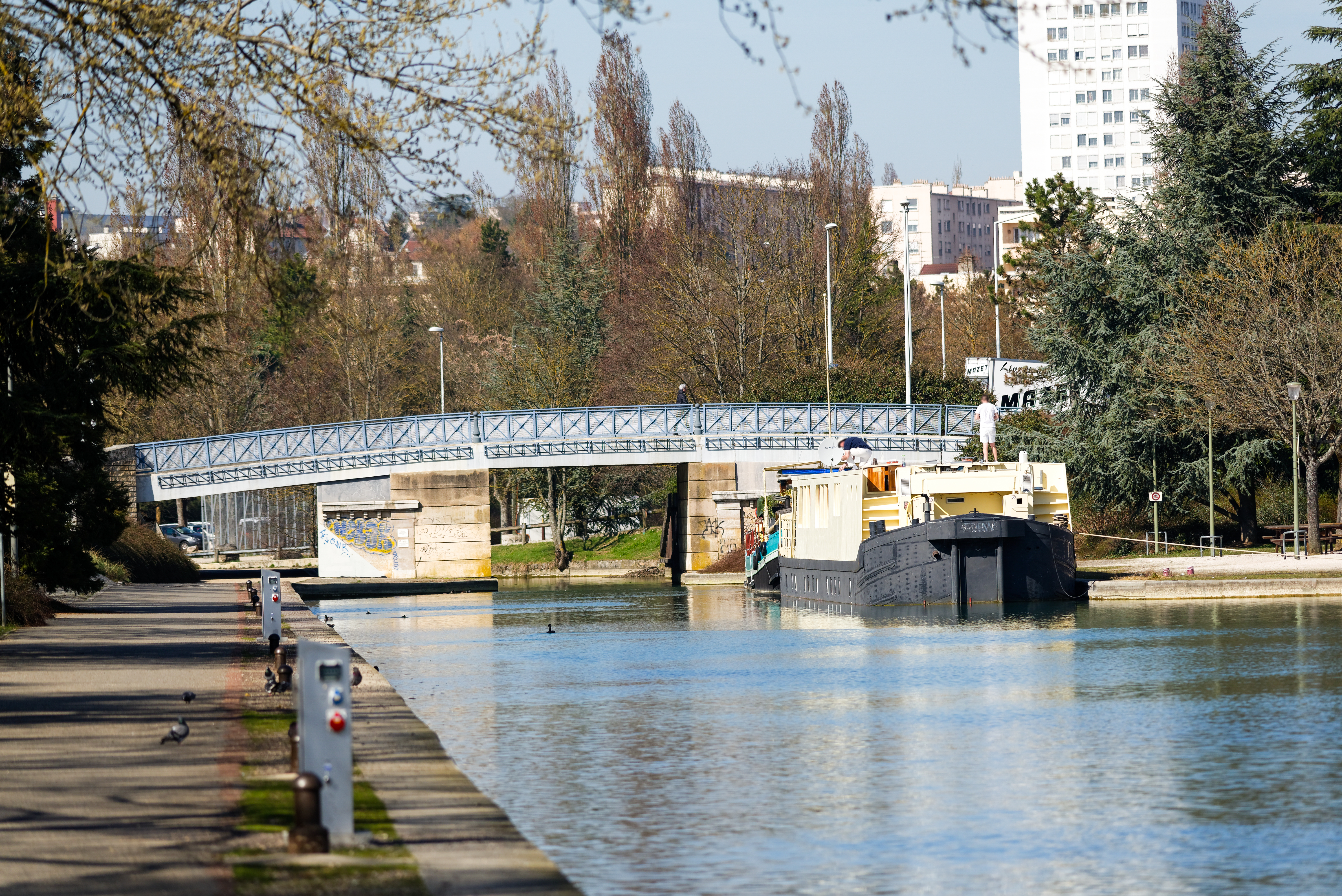
Vue du port du canal.

Ce quartier est caractérisé par un relief remarquable.
À l'ouest, la combe Saint-Joseph a été préservée et aménagée, au cœur même de la ville, en parc périurbain avec parcours écologique.
Au centre, la pente du plateau comporte des vignes. Au pied du versant sont situées les installations du service des espaces verts de la Ville.

## Historique
La gare de triage de Perrigny, ouverte en 1886, sera à l'origine du nouveau quartier des Bourroches. L'arrivée du tramway ne fit qu'amplifier l'augmentation de population. 
Au sud, dans le plateau boisé, « La Trouhaude » (ex-sanatorium construit en 1948 puis annexe de l'Hôpital) est en cours de réaffectation. Ce site accueille également des équipements spécialisés (Institut médico-éducatif, Centre d'aide par le travail, maison de retraite « Les Hortensias », centre de rééducation "Divio").

## Infrastructures

### Bibliothèques
- Médiathèque du Port du Canal

### Écoles
- École élémentaire Larrey
- École élémentaire Paulette Lévy
- École élémentaire Valendons
- École maternelle Gustave Eiffel
- École maternelle Jean-Jaurès
- École maternelle Monts de vignes
- École maternelle privée Saint Bénigne
- École maternelle Valendons

### Collèges et Lycées
- Collège Henri Dunant
- Collège privé Saint-Bénigne

### Lieux de culte
- Chapelle Sainte-Anne
- Chapelle Saint Jacques

### Parcs et jardins
- Combe Saint Joseph
- Jardin de l'Arsenal
- Mail Tino Rossi
- Promenade du Bief de l'Ouche
- Square des Billetottes
- Square Georges Serraz
- Square Henri Vallée
- Square du Père de Foucauld
- Square des Valendons
- Square des Violettes
- Square du Volnay

### Sport
- Stade des Bourroches
- Stade Terrasson